# Sisto Riario Sforza
Sisto Riario Sforza (Napoli, 5 dicembre 1810 – Napoli, 29 settembre 1877) è stato un cardinale e arcivescovo cattolico italiano.

## Biografia
Nacque a Napoli il 5 dicembre 1810 da un'antica e nobile famiglia napoletana.
Iniziò gli studi filosofici e teologici presso la Congregazione della Missione.
Ancora studente fu nominato da papa Leone XII abate commendatario di S. Paolo in Albano, abbazia che godeva del patronato giuridico della sua casata, prendendone possesso il 12 febbraio 1828. Si trasferì così a Roma dove proseguì gli studi presso il Seminario romano sotto la vigilanza dello zio cardinale Tommaso Riario Sforza.
Venne ordinato sacerdote a Napoli nel 1833 dall'arcivescovo cardinale Filippo Giudice Caracciolo, quindi ritornò a Roma dove conseguì le lauree in Giurisprudenza e Teologia.
Papa Gregorio XVI lo incaricò per alcune missioni apostoliche e poi lo volle come segretario particolare. 
Canonico di S. Pietro e vicario della Collegiata di S. Maria in Via Lata, si dedicò all'apostolato fra i diplomatici e gli aristocratici.
Divenne vescovo di Aversa il 24 aprile 1845 e ricevette l'ordinazione episcopale il 25 maggio dello stesso anno.

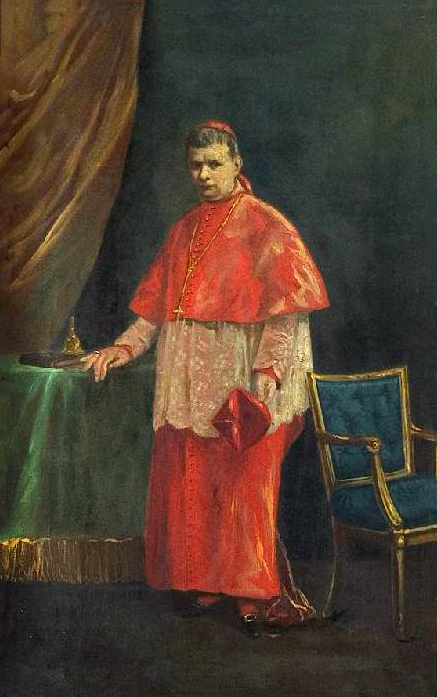
Ritratto del cardinale Sforza, XIX sec.

### Arcivescovo di Napoli
Il 24 novembre 1845 fu nominato arcivescovo di Napoli; fu elevato al rango di cardinale da papa Gregorio XVI nel concistoro del 19 gennaio 1846 e fino alla nomina del cardinale Girolamo d'Andrea è stato il porporato italiano più giovane. Nello stesso anno partecipò al conclave che elesse il suo successore, Pio IX, il quale indisse il concilio Vaticano I, al quale prese parte lo stesso Sisto Riario Sforza, in qualità di padre conciliare.
Dimostrò grande impegno nella cura pastorale. La prima attenzione fu per la qualità del clero secolare: curò una più attenta selezione dei candidati al presbiterato, riformò gli studi nei seminari, fondò biblioteche e accademie ecclesiastiche. Istituì nuove parrocchie per raggiungere meglio la popolazione sul territorio. Promosse vivamente la catechesi, la predicazione e le missioni popolari per accrescere l'educazione religiosa e morale. Dopo il 1860 incoraggiò la nascita di giornali e periodici cattolici, anche politici. Accolse a Napoli vari nuovi ordini religiosi e promosse l'istituzione di molte opere benefiche e di preghiera. Convinto fautore dell'intransigentismo, incentivò i culti mariani e al Sacro Cuore di Gesù - al quale consacrò la sua arcidiocesi nel 1875 - e precocemente sostenne il neotomismo, incoraggiando Gaetano Sanseverino e la rivista «La scienza e la fede» e l’Accademia di filosofia tomista da questi fondate nel 1841 e nel 1846 a contrastare le idee di Antonio Rosmini, di Vincenzo Gioberti e dell’ontologismo. Anche a carico del proprio patrimonio ebbe costante sollecitudine verso i bisognosi, dandone prova particolare durante le epidemie di colera del 1854-55 e del 1873 e l’eruzione del Vesuvio del 1861: la stima generale gli attribuì la fama di «Borromeo redivivo».

### La questione Enrichetta Caracciolo
Nella gestione della vicenda della monaca benedettina Enrichetta Caracciolo di Forino (la quale, dopo essere stata costretta dalla famiglia e dagli eventi ad assumere i voti claustrali, spese circa dieci anni della sua vita per riguadagnare la libertà) si attenne ai dettami del più retrivo e bigotto conservatorismo, negandole a più riprese - nonostante il favore della Santa Sede - il placuit vescovile alla vita fuori del convento e giungendo a farla recludere presso il Ritiro di Santa Maria delle Grazie a Mondragone all’epoca “in sostanza... destinato all’uso di ergastolo”.

### Rapporti con il Regno d'Italia
All'ingresso di Giuseppe Garibaldi a Napoli, il 7 settembre 1860, in una lettera espresse contrarietà all'unità d'Italia ed emarginò i sacerdoti che avevano seguito Garibaldi. Il 22 settembre fu espulso da Napoli. Si rifugiò prima a Genova e poi a Marsiglia e ritornò a Napoli il 30 novembre per intercessione di padre Ludovico da Casoria. Fu nuovamente espulso il 31 luglio 1861 e si rifugiò nello Stato Pontificio tra Roma e Terracina fino al ritorno a Napoli il 6 dicembre 1866.
Nel novembre 1869, mentre imperversava lo scontro tra il Papato e la Monarchia sabauda, rifiutò di benedire il neonato principe di Napoli – il futuro Vittorio Emanuele III – e di presenziare al Te Deum che si svolse nella basilica di San Lorenzo.

### Morte e sepoltura
Morì nella sua città natale il 29 settembre 1877 all'età di 66 anni. È sepolto in una cappella della chiesa dei Santi Apostoli dal 1927, anno in cui le sue spoglie furono traslate dalla tomba dove fu da principio deposto, sita nella chiesa di Santa Maria del Pianto.

### La causa di canonizzazione

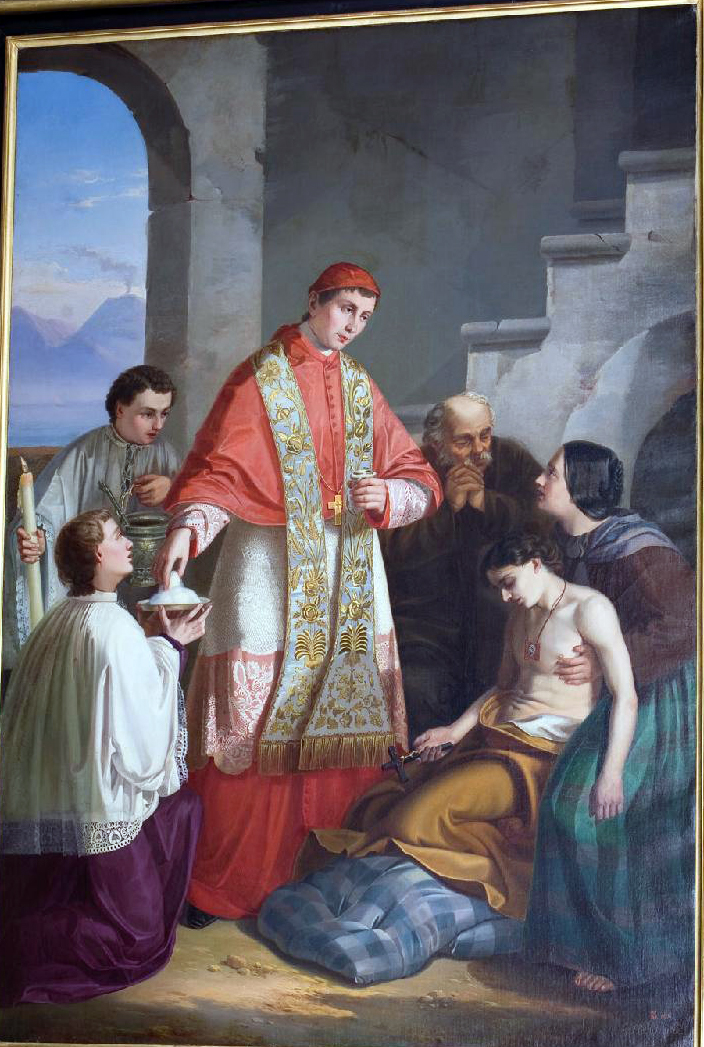
Giuseppe Mancinelli, Il Cardinale Sisto Riario Sforza amministra la Cresima ai colerosi, 1855

Il processo di canonizzazione, avviato nel 1927, fu aperto formalmente nel 1947 e, dopo una lunga interruzione, venne ripreso nel 1995.
Il 28 giugno 2012, durante l'udienza con il prefetto della Congregazione delle cause dei santi cardinale Angelo Amato, papa Benedetto XVI ratificò con decreto che il servo di Dio cardinale Sforza visse le virtù cristiane in modo eroico, riconoscendogli quindi il titolo di venerabile che attualmente detiene.

## Genealogia episcopale e successione apostolica
La genealogia episcopale è:
- Cardinale Scipione Rebiba
- Cardinale Giulio Antonio Santori
- Cardinale Girolamo Bernerio, O.P.
- Arcivescovo Galeazzo Sanvitale
- Cardinale Ludovico Ludovisi
- Cardinale Luigi Caetani
- Cardinale Ulderico Carpegna
- Cardinale Paluzzo Paluzzi Altieri degli Albertoni
- Papa Benedetto XIII
- Papa Benedetto XIV
- Papa Clemente XIII
- Cardinale Luigi Valenti Gonzaga
- Cardinale Lorenzo Litta
- Cardinale Vincenzo Macchi
- Cardinale Mario Mattei
- Cardinale Sisto Riario Sforza

La successione apostolica è:
- Arcivescovo Giuseppe de' Bianchi Dottula (1849)
- Vescovo Gennaro di Giacomo (1849)
- Vescovo Leonardo Moccia (1849)
- Arcivescovo Giuseppe Pappalardo (1849)
- Vescovo Gennaro Acciardi (1849)
- Vescovo Luigi Vetta (1849)
- Vescovo Camillo Monteforte (1849)
- Vescovo Pasquale Taccone (1849)
- Vescovo Ignazio de' Bisogno (1849)
- Vescovo Ignazio Maria Selitti (1849)
- Arcivescovo Antonio de Simone (1849)
- Vescovo Francesco Saverio Petagna (1850)
- Vescovo Raffaele Carbonelli (1850)
- Arcivescovo Tommaso Michele Salzano, O.P. (1854)
- Vescovo Giovanni Domenico Falcone (1858)
- Vescovo Gennaro De Vivo (1874)
- Arcivescovo Salvatore Maria Nisio, Sch.P. (1875)

## Ascendenza
|                                                                 |                                                                     |                                                             | Genitori                                                               |  |  | Nonni |  |  | Bisnonni                        |  |  | Trisnonni                    |  |
|                                                                 |                                                                     |                                                             |                                                                        |  |  |       |  |  | Raffaele, II duca Riario Sforza |  |  | Nicola, I duca Riario Sforza |  |
|                                                                 |                                                                     |                                                             |                                                                        |  |  |       |  |  | Raffaele, II duca Riario Sforza |  |  | Nicola, I duca Riario Sforza |  |
|                                                                 |                                                                     | Lavinia Spinola di Luccoli                                  |                                                                        |  |  |       |  |  | Raffaele, II duca Riario Sforza |  |  |                              |  |
| Nicola, III duca Riario Sforza                                  |                                                                     |                                                             |                                                                        |  |  |       |  |  | Raffaele, II duca Riario Sforza |  |  |                              |  |
|                                                                 |                                                                     | Maria Giulia dei principi Rospigliosi                       | Clemente Domenico, II principe Rospigliosi                             |  |  |       |  |  |                                 |  |  |                              |  |
|                                                                 |                                                                     | Maria Giulia dei principi Rospigliosi                       | Clemente Domenico, II principe Rospigliosi                             |  |  |       |  |  |                                 |  |  |                              |  |
|                                                                 |                                                                     | Maria Giulia dei principi Rospigliosi                       | Giustina Borromeo Arese dei marchesi di Angera                         |  |  |       |  |  |                                 |  |  |                              |  |
| Giovanni Antonio, V duca Riario Sforza                          |                                                                     | Maria Giulia dei principi Rospigliosi                       |                                                                        |  |  |       |  |  |                                 |  |  |                              |  |
|                                                                 |                                                                     | Gennaro Maria di Somma, VII principe di Colle               | Francesco Domenico di Somma, VI principe di Colle                      |  |  |       |  |  |                                 |  |  |                              |  |
|                                                                 |                                                                     | Gennaro Maria di Somma, VII principe di Colle               | Francesco Domenico di Somma, VI principe di Colle                      |  |  |       |  |  |                                 |  |  |                              |  |
|                                                                 |                                                                     | Gennaro Maria di Somma, VII principe di Colle               | Enrichetta Ruffo dei principi di Palazzolo                             |  |  |       |  |  |                                 |  |  |                              |  |
| Giovanna di Somma dei principi di Colle                         |                                                                     | Gennaro Maria di Somma, VII principe di Colle               |                                                                        |  |  |       |  |  |                                 |  |  |                              |  |
|                                                                 |                                                                     | Maria Anna Spinelli Barrile dei principi di Sant'Arcangelo  | Tommaso Francesco III Spinelli Barrile, III principe di Sant'Arcangelo |  |  |       |  |  |                                 |  |  |                              |  |
|                                                                 |                                                                     | Maria Anna Spinelli Barrile dei principi di Sant'Arcangelo  | Tommaso Francesco III Spinelli Barrile, III principe di Sant'Arcangelo |  |  |       |  |  |                                 |  |  |                              |  |
|                                                                 |                                                                     | Maria Anna Spinelli Barrile dei principi di Sant'Arcangelo  | Carlotta Spinelli Savelli dei principi di Cariati                      |  |  |       |  |  |                                 |  |  |                              |  |
| Sisto Riario Sforza                                             |                                                                     | Maria Anna Spinelli Barrile dei principi di Sant'Arcangelo  |                                                                        |  |  |       |  |  |                                 |  |  |                              |  |
|                                                                 | Francesco Augusto Cattaneo della Volte, IV principe di San Nicandro | Domenico Cattaneo della Volta, III principe di San Nicandro |                                                                        |  |  |       |  |  |                                 |  |  |                              |  |
|                                                                 | Francesco Augusto Cattaneo della Volte, IV principe di San Nicandro | Domenico Cattaneo della Volta, III principe di San Nicandro |                                                                        |  |  |       |  |  |                                 |  |  |                              |  |
|                                                                 | Francesco Augusto Cattaneo della Volte, IV principe di San Nicandro | Giulia di Capua dei principi della Riccia                   |                                                                        |  |  |       |  |  |                                 |  |  |                              |  |
| Augusto Cattaneo della Volta, V principe de San Nicandro        | Francesco Augusto Cattaneo della Volte, IV principe di San Nicandro |                                                             |                                                                        |  |  |       |  |  |                                 |  |  |                              |  |
|                                                                 |                                                                     | Marianna Boncompagni Ludovisi dei principi di Piombino      | Gaetano I Boncompagni Ludovisi, IV principe di Piombino                |  |  |       |  |  |                                 |  |  |                              |  |
|                                                                 |                                                                     | Marianna Boncompagni Ludovisi dei principi di Piombino      | Gaetano I Boncompagni Ludovisi, IV principe di Piombino                |  |  |       |  |  |                                 |  |  |                              |  |
|                                                                 |                                                                     | Marianna Boncompagni Ludovisi dei principi di Piombino      | Laura Chigi Albani Della Rovere dei principi di Farnese                |  |  |       |  |  |                                 |  |  |                              |  |
| Maria Gaetana Cattaneo della Volta dei principi di San Nicandro |                                                                     | Marianna Boncompagni Ludovisi dei principi di Piombino      |                                                                        |  |  |       |  |  |                                 |  |  |                              |  |
|                                                                 |                                                                     | Marcantonio Colonna di Stigliano, III principe di Sonnino   | Ferdinando Colonna di Stigliano, II principe di Sonnino                |  |  |       |  |  |                                 |  |  |                              |  |
|                                                                 |                                                                     | Marcantonio Colonna di Stigliano, III principe di Sonnino   | Ferdinando Colonna di Stigliano, II principe di Sonnino                |  |  |       |  |  |                                 |  |  |                              |  |
|                                                                 |                                                                     | Marcantonio Colonna di Stigliano, III principe di Sonnino   | Maria Luisa Caracciolo dei principi di Santobuono                      |  |  |       |  |  |                                 |  |  |                              |  |
| Teresa Colonna di Stigliano dei principi di Sonnino             |                                                                     | Marcantonio Colonna di Stigliano, III principe di Sonnino   |                                                                        |  |  |       |  |  |                                 |  |  |                              |  |
|                                                                 |                                                                     | Giulia d'Avalos d'Aquino d'Aragona dei duchi di Celenza     | Andrea d'Avalos d'Aquino d'Aragona dei principi di Montesarchio        |  |  |       |  |  |                                 |  |  |                              |  |
|                                                                 |                                                                     | Giulia d'Avalos d'Aquino d'Aragona dei duchi di Celenza     | Andrea d'Avalos d'Aquino d'Aragona dei principi di Montesarchio        |  |  |       |  |  |                                 |  |  |                              |  |
|                                                                 |                                                                     | Giulia d'Avalos d'Aquino d'Aragona dei duchi di Celenza     | Cosima Beatrice Antonia Caracciolo, VII duchessa di Celenza            |  |  |       |  |  |                                 |  |  |                              |  |
|                                                                 |                                                                     | Giulia d'Avalos d'Aquino d'Aragona dei duchi di Celenza     |                                                                        |  |  |       |  |  |                                 |  |  |                              |  |